# Dan Yemin
Dan Yemin est un musicien américain, figure de premier plan de la scène punk rock/hardcore.

## Biographie
Il a d'abord acquis sa célébrité en tant que guitariste de l'influent groupe de hardcore mélodique Lifetime à partir du début des années 1990. Après la séparation du groupe en 1997, il a rejoint comme guitariste l'éphémère mais tout aussi culte groupe de hardcore Kid Dynamite, qui se sépare en 2000
Aujourd'hui il est le chanteur du groupe de hardcore Paint It Black (avec David Wagenschutz à la batterie, qui fut également batteur de Kid Dynamite en son temps) qui sort son premier album en 2003, dont le second album, Paradise a figuré sur de nombreuses listes Best Of 2005 de sites spécialisés, comme punknews.org ou pastepunk.com.
Dan Yemin participe aussi a Armalite, où il joue de la basse, en compagnie d'Adam Goren de feu Atom and His Package. En novembre 2005, Lifetime a annoncé s'être reformé et les concerts de réunion joués à cette occasion sont appelés à connaître une suite, mais Yemin a été clair en affirmant que Lifetime passerait désormais après Paint It Black dans l'ordre de ses priorités.
Peu après la séparation de Kid Dynamite, il est victime d'une attaque cérébrale : le premier album de Paint It Black porte le titre de CVA, qui signifie : cerebrovascular accident.
Dan Yemin est également titulaire d'un doctorat (Ph.D.) et est un psychologue pour enfants à Philadelphie. Il est ainsi parfois fait référence à lui sous la forme : Dr. Dan.
À l'exception d'Armalite, tous les autres groupes dont a fait partie Dan Yemin ont été signés chez Jade Tree. Le prochain album de Lifetime est pourtant sorti chez Decaydance en 2007, le label de Pete Wentz de Fall Out Boy : ce choix a causé un tollé et fait couler beaucoup d'encre parmi la communauté punk, au point que Dan a choisi d'expliquer publiquement le choix du groupe. Ce nouvel album est intitulé Lifetime.